# Aires Gameiro

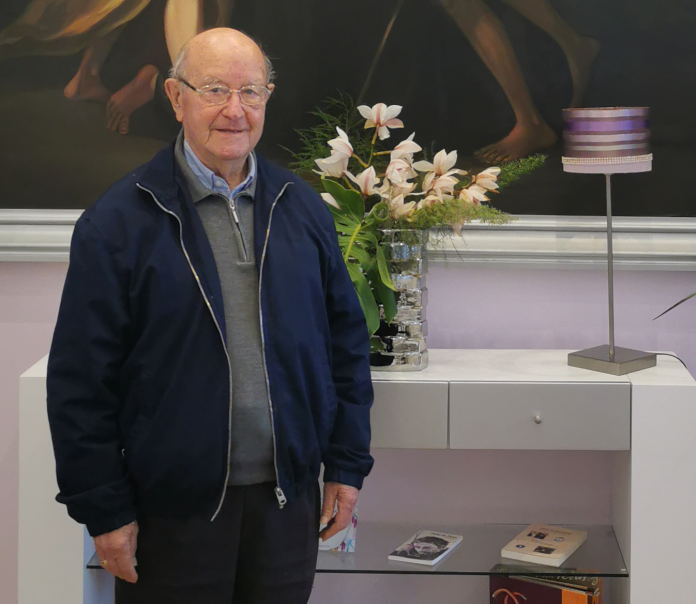
Pe. Aires Gameiro

Aires Gameiro, O.H. (Pombal, São Simão de Litém, 26 de Agosto de 1929) é um sacerdote católico e psicólogo português.
Com uma longa carreira na área da saúde mental, Aires Gameiro é autor de vasta obra publicada — mais de cinco dezenas de livros e vasto número de artigos e comunicações — nas áreas da psicologia e da religião. Membro da Ordem Hospitaleira de São João de Deus, tendo nela desempenhado importantes cargos. Exerceu também funções de docência e investigação científica em várias instituições de ensino superior.

## Biografia
Aires Gameiro nasceu a 26 de Agosto de 1929, na freguesia de São Simão de Litém, concelho de Pombal, filho de António Joaquim Gameiro e de Joaquina de Jesus.
Com uma educação católica, terá tomado consciência da vocação religiosa ao acabar o ensino primário, quando o pároco da terra, Pe. Manuel Marques Ferreira (pároco de Fátima à altura das aparições marianas em 1917) o abordou a perguntar se gostaria de frequentar o seminário.

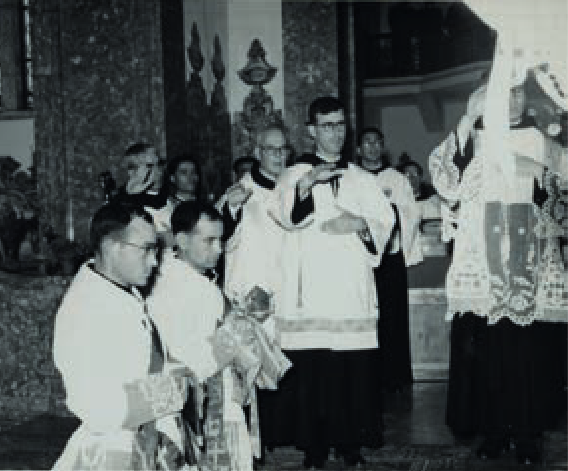
Ordenação do Padre Manuel Nogueira e do Padre Aires Gameiro a 14 de Agosto de 1960, na Igreja do Telhal; de pé, ao centro, o Padre Nuno Ferreira Filipe

Fez os estudos do seminário menor na Escola Apostólica de São João de Deus, no Telhal, em Sintra, que começou a frequentar em 1942. Por volta desta altura tem o primeiro contacto com a saúde mental, ao trabalhar como ajudante de enfermaria de doentes mentais na Casa de Saúde do Telhal. Professou na Ordem Hospitaleira de São João de Deus em 1948. Em 1950 ingressou como aluno externo no Seminário de Angra do Heroísmo, onde concluiu os preparatórios e cursou Humanidades e Filosofia. Em 1956, foi para Roma onde cursou a Pontifícia Universidade Lateranense, tendo-se licenciado em Teologia em 1960 e, em 1961, diplomado em Pastoral. Foi ordenado sacerdote no Telhal em 14 de Agosto de 1960.
Concluiu o Curso Superior de Psicologia (com posterior equivalência a licenciatura) no Instituto Superior de Psicologia Aplicada em 1968, tendo sido, portanto, dos primeiros psicólogos formados em Portugal. Enquanto psicólogo, trabalhou na Casa de Saúde do Telhal entre 1972 e 1998, e foi director das Casas de Saúde de São Miguel, em Ponta Delgada (1998–2001) e da Casa de Saúde de São João de Deus, no Funchal (2001–2004). Tem ainda trabalho de investigação no Centro de Literaturas e Culturas Lusófonas e Europeias da Faculdade de Letras da Universidade de Lisboa (CLEPUL-FLUL), no Instituto de Psicologia Cognitiva e Desenvolvimento Vocacional (IPCDV) da Faculdade de Psicologia e Ciências de Educação e do Centro de Estudos Interdisciplinares do Século XX (CEIS20) da Universidade de Coimbra.
Em 1996, fez o doutoramento em Teologia, especialização em Pastoral da Saúde, pelo Instituto Internacional de Teologia Pastoral da Saúde (Camilliano), Teresianum (Pontifícia Universiade Lateranense).
Aires Gameiro é ainda membro honorário da Academia Portuguesa da História, desde 2016.

## Obra publicada
Entre muitos outros, publicou:
- Emigrantes (1984)
- Novos horizontes da viuvez (1988)
- Manual de Saúde Mental (1989)
- Pastoral e Ética em Psiquiatria: Guia de Reflexões e Orientações Práticas (1993)
- Tempo e originalidade assistencial de São João de Deus (1997)
- Evangelização e Mártires do Japão e Coreia (1999)
- Lusofonia e Identidade na Diáspora (2000)
- Alcoolismo nos Açores e na Madeira: Padrões de Consumo em 1999 e 2000 - Linhas de Prevenção (2000)
- 40 dias em Timor-Leste - Uma Interpretação: Observações, Percepções e Análise de Lusofonia Emergente (2012)
- História da Casa de Saúde São João de Deus na Madeira (I vol., 2014)
- Caldos Culturais de Lusofonia e Evangelização: Ensaios e Relatos de Viagens Além-Mar (2015)
- Caminhos de vida consagrada: sinais, guias, fraquezas e cura (2016)
- Voluntariado Católico com Misericórdia (2016)